# Бриенц (Граубюнден)
Бриенц (нем. Brienz, романш. Brinzauls) — деревня и бывшая коммуна в Швейцарии, в кантоне Граубюнден. 
Входит в состав коммуны Альбула/Альвра региона Альбула (ранее входила в округ Альбула). 
Ранее Бриенц имела статус общины (коммуны). Население коммуны составляло 128 человек (на 31 декабря 2013 года). 1 января 2015 года коммуна Бриенц была объединена с соседними коммунами Альваной, Альвашайн, Мон, Штирва, Сурава и Тифенкастель и вошла в состав новой общины Альбула/Альвра.

## Оползень
15 мая 2023 года деревня была эвакуирована из-за угрозы оползня. 16 июня 2023 года сошел оползень, который остановился в нескольких метрах от школы.